# Mas Moles
El Mas Moles és un monument protegit com a bé cultural d'interès nacional del municipi de Premià de Dalt (Maresme).

## Descripció
És una masia amb una gran torre quadrada (segles XIV-XVI). La masia fou desenvolupada en diverses etapes històriques, especialment durant el gòtic i el barroc.
El conjunt arquitectònic està format per una casa que consta d'una planta baixa i un pis. Està coberta per una teulada de dues vessants amb el carener perpendicular a la façana. L'altre elements interessant és la torre de planta quadrada situada a la banda esquerra i avui unida a l'edifici principal. La torre consta de planta baixa i quatre pisos, coberta per una teulada de quatre vessants. Inicialment havia estat una torre aïllada, separada de la casa, fins que al segle xviii s'unificà el conjunt actual. Presenta finestres gòtiques treballades amb lobulacions, amb tres brancals i les impostes esculpides. Sota els ampits hi ha les espitlleres i sobresurten tres matacans del pis superior. La teulada no és l'original, que possiblement estava emmerletada.
La planta de la casa és molt irregular degut a les moltes ampliacions que ha patit, especialment en època barroca, quan es construí el celler i tots els annexes que s'adossaren a la torre per la part posterior. A l'estructura interior destaquen les fantàstiques arcades del segle xv, escarsera a la planta baixa i ogival al pis.
La façana principal és una demostració dels diferents períodes històrics: el portal rodó dovellat i la finestra coronella al damunt, de finals del segle XIV; l'altra finestra geminada del segle xv a l'esquerra, sense la columneta central; les altres finestres, obertes posteriorment; i el coronament de línies corbes de la façana, típic del barroc, adornat amb gerros de ceràmica a la part superior.
L'interior conserva mobles interessants i un retaule del segle xv a la capella. La restauració barroca correspon a l'època de Pere Moles, com consta en una inscripció de 1753. D'època barroca és també el safareig porxat, de planta quadrada i amb una font per l'entrada de l'aigua. Està situat al davant de la façana.